# Collection Budé
La Collection Budé o Collection des Universités de France o CUF è una collana editoriale di classici greci e latini, pubblicata dall'editore francese Les Belles Lettres.

## Storia
Diretta emanazione della Association Guillaume Budé (fondata nel 1917, e il cui nome è un omaggio al noto umanista), la collana cominciò le sue pubblicazioni nel 1920. Oggi è diretta da Jean-Louis Ferrary e Jean-Yves Guillaumin (serie latina) e da Jacques Jouanna (serie greca).
Sin dalla sua fondazione diviene una collana di riferimento per le sue edizioni critiche. Affianca in questo ambito altre prestigiose collane come la Bibliotheca Teubneriana (pubblicata da Walter De Gruyter, con introduzione in latino), gli Oxford Classical Texts (pubblicati dalla Oxford University Press, con introduzione in latino o inglese), e la più recente serie degli Scrittori greci e latini della Fondazione Lorenzo Valla (con introduzione e traduzione del testo in italiano).

## Struttura
Ogni titolo include introduzione, testo originale, note, apparato critico e traduzione francese (contrariamente a molte edizioni bilingue, la pagina destra contiene il testo originale e quella sinistra la traduzione).
I volumi pubblicati nella serie greca hanno la copertina gialla con il logo stilizzato di una civetta, Athene noctua, mentre quelli della serie latina hanno copertina rossa con il logo della Lupa capitolina. Una nuova serie, chiamata "Classiques en poche" e rivolta principalmente a studenti e a un pubblico non specialistico, è stata lanciata in edizione tascabile, e viene pubblicata senza apparato critico.